# 小行星3270
小行星3270（3270 Dudley）是一颗绕太阳运转的小行星，为火星轨道穿越小行星。该小行星于1982年2月18日发现。
該小行星以加州和瑞士日內瓦的工程師、發明家、企業家以及科學、教育和藝術贊助者H·杜德利·賴特（H. Dudley Wright）命名。

## 轨道参数
小行星3270的轨道半长轴为2.1490136 UA，离心率为0.33。